# Nepeta subcaespitosa
Nepeta subcaespitosa là một loài thực vật có hoa trong họ Hoa môi. Loài này được Jehan mô tả khoa học đầu tiên năm 1996.